# Очитківська сільська рада
| Очитківська сільська рада — колишній орган місцевого самоврядування у Оратівському районі Вінницької області з адміністративним центром у с. Очитків. Сільській раді підпорядковані населені пункти: - с. Очитків |

## Склад ради
Рада складається з 12 депутатів та голови.

## Керівний склад сільської ради
| ПІБ                          | Основні відомості                                                                      | Дата обрання | Дата звільнення |
| ---------------------------- | -------------------------------------------------------------------------------------- | ------------ | --------------- |
| Миколайчук Тетяна Михайлівна | Сільський голова, 2006 року народження, освіта, Всеукраїнське об'єднання «Батьківщина» | 26.03.2006   | 31.10.2010      |
| Миколайчук Тетяна Михайлівна | Сільський голова, 1958 року народження, освіта вища, позапартійна                      | 31.10.2010   |                 |

Примітка: таблиця складена за даними джерела